# Communauté rurale de Dodel
La communauté rurale de Dodel est une communauté rurale du Sénégal située au nord du pays. 
Elle fait partie de l'arrondissement de Gamadji Saré, du département de Podor et de la région de Saint-Louis.